# Tân An (Hội An, Quảng Nam)
Tân An is een phường van Hội An, naast Tam Kỳ de tweede stad van de provincie Quảng Nam.
Tân An wordt gerekend tot de buitenwijken van Hội An.